# Януш Корчак
Я́нуш Ко́рчак (пол. Janusz Korczak, справжнє ім'я Генрик Гольдшмідт, пол. Henryk Goldszmit, Henryk Goldschmidt; відомий також як Старий Лікар або Пан Лікар [часом пишеться як одне слово]; 22 липня 1878 або 1879, Варшава — 6 або 7 серпня 1942, Треблінка, Польща) — польський лікар, педагог, письменник, публіцист, громадський діяч єврейського походження, офіцер російської та польської армій. Загинув у німецькому таборі смерті в 1942 році.
Педагог-новатор, автор праць із теорії й практики виховання. Зачинатель діяльності на захист прав дитини і повної рівноправності дітей. Як директор сиротинця створив, зокрема, дитячий товариський суд, де діти самі розглядали справи, які самі подавали, а також могли позиватися до цього суду на своїх вихователів. «Чудова людина, яка мала відвагу довіряти дітям і молоді, якими займалася, настільки, щоб передати в їхні руки питання дисципліни й довірити окремим дітям найскладніші завдання, пов'язані з дуже великою відповідальністю», — сказав про Корчака відомий швейцарський психолог Жан Піаже, відвідавши «Дім Сиріт», створений Корчаком.
Корчак створив перший часопис, який друкував матеріали, які надсилали діти й був призначений насамперед для юних читачів — Mały przegląd («Малий пшегльонд», «Малий огляд»). Був одним із піонерів досліджень у галузі розвитку й психології дитини, а також виховної діагностики.
Польський єврей, який все життя заявляв про свою належність до обох націй.

## Біографія

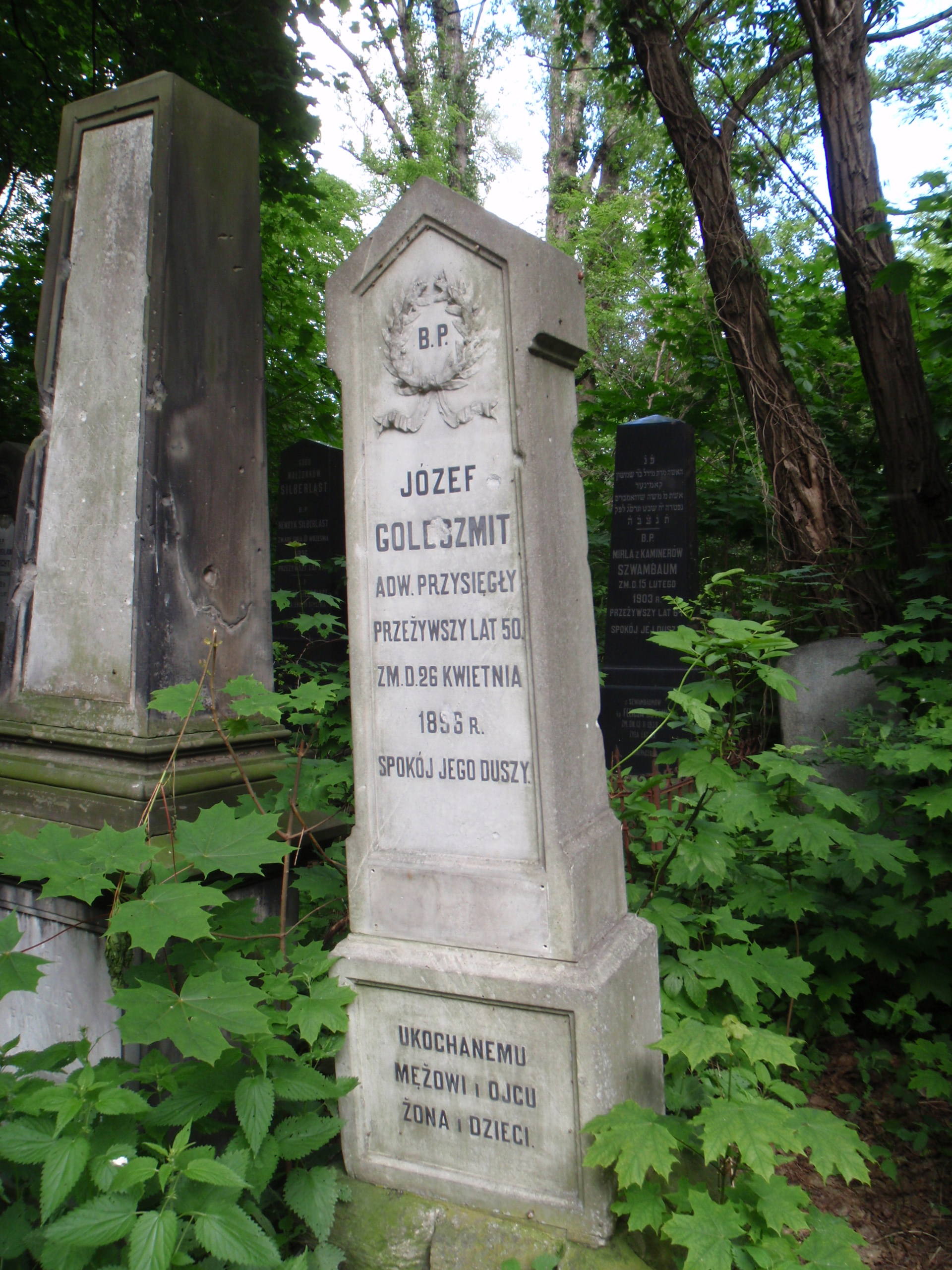
Могила батька Януша Корчака

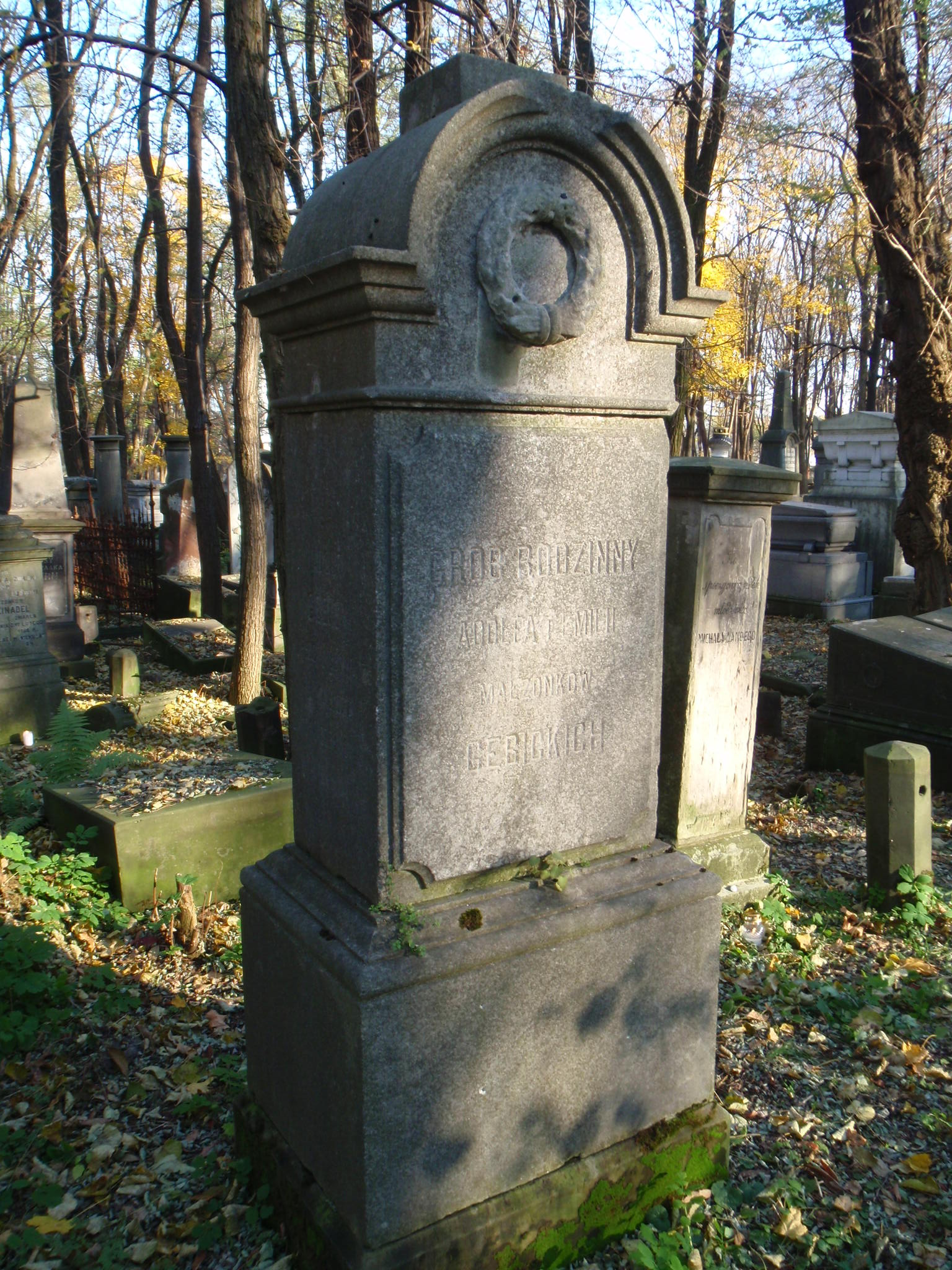
…і його предків з боку матері на єврейському цвинтарі у Варшаві

### Молоді роки й освіта
Народився у Варшаві в полонізованій єврейській родині. Батько — Юзеф Ґольдшмідт (1844—1896), адвокат. Мати — Цецилія (до шлюбу Гембицька) (1853/54–1920). Оригінальна метрика Януша Корчака не збереглася, тому дата народження точно не встановлена.
Родина Ґольдшмідтів походила з Люблінського воєводства, а Гембицьких — з Великопольщі. Прадід Маврицій Гембицький і дід Герш Ґольдшмідт були лікарями. Могили батька Януша Корчака та його дідів по материнській лінії (материної могили не знайдено) — на єврейському цвинтарі у Варшаві (вул. Окопова).
Спершу непогане матеріальне становище Ґольдшмідтів почало погіршуватися через психічну хворобу батька (1891 року він вперше потрапив до психіатричної лікарні із ознаками божевілля, помер 26 квітня 1896). Після його смерті 17-річний Корчак почав займатися репетиторством, щоби допомогти утримувати родину. Його мати здавала квартирантам кімнати у їхньому варшавському помешканні. Атестат зрілості Корчак отримав у віці 20 років.
Дитиною Корчак багато читав. Через багато років у щоденнику, написаному в гетто, він згадував: «Я впав у шал, безумство читання. Світ зник з-перед моїх очей, існувала лише книжка».
1898 року почав навчання на медичному факультеті Імператорського Університету у Варшаві. Він слухав лекції Едварда Пржевоскі (анатомія і бактеріологія), Миколи Насонова (зоологія) і Олександра Щербака (психіатрія). Навчався в Летючому університеті (Uniwersytet Latający)[джерело?]. Його наставником був, зокрема Вацлав Налковський.[джерело?]
Влітку 1899 — вперше поїхав за кордон — у Швейцарію, де ознайомився, зокрема, з педагогічною діяльністю Й. Г. Песталоцці.
Наприкінці 1899 — ненадовго заарештований за діяльність у читальнях Варшавського Благодійного Товариства.
Навчався в університеті 6 років, 1-й курс проходив повторно. У студентські роки ознайомився на власному досвіді з життям убогих районів, пролетаріату та люмпен-пролетаріату. Належав до масонської ложі «Зоря моря» Міжнародної федерації Le Droit Humain, що мала на меті «примирити всіх людей, розділених релігійними бар'єрами, й шукати істину, зберігаючи пошану до іншої людини».

### Лікар
23 березня 1905 року отримав диплом лікаря.
У червні того ж року як лікаря Корчака призвали у російську армію, і він узяв участь у російсько-японській війні. Служив у Харбіні. У маньчжурських дітей вчився китайської мови.
У березні 1906 року повернувся до Варшави.
У 1906–1912 роках працював педіатром у дитячій лікарні ім. Берсонів і Бауманів. Мешкаючи на території лікарні, перебував на постійному чергуванні й жертовно виконував свої обов'язки. Як лікар не оминав пролетарських районів міста. З бідних пацієнтів часто брав лише символічну плату або й давав кошти на ліки, але від заможних вимагав високих гонорарів завдяки своїй популярності як літератора.
У 1907–1911 роках підвищував кваліфікацію за кордоном, де слухав лекції, проходив практику у дитячих клініках, відвідував виховні установи та заклади опіки над дітьми. У Берліні провів майже рік (1907—1908), у Парижі — 4 місяці (1910), пробув місяць у Лондоні (1910 або 1911). Як писав через багато років, саме в Лондоні постановив, що не створюватиме родини, а «служитиме дитині та її справі».
У цей час займався активною громадською діяльністю, належав, зокрема, до Варшавського товариства гігієни та Товариства літніх таборів (ТЛТ) (пол. TKL). У 1904, 1907, 1908 рр. виїздив у табори ТЛТ для єврейських і польських дітей.
1906 року видав «Дитя салону». Книгу дуже добре сприйняли читачі й критики. Завдяки розголосу, здобутого своїми публікаціями, став популярним педіатром у Варшаві.
У 1909 році вступив у єврейське товариство «Допомога сиротам» і очолив «Дім Сиріт», невдовзі збудований цим товариством.
1914 року під час Першої світової війни знову мобілізований до царської армії. Служив молодшим завідувачем дивізійного лазарету, головним чином в Україні.
У 1915 році під час короткої відпустки, проведеної у Києві, познайомився з Марією Фальською, польською громадською діячкою, яка на той час керувала виховним будинком для хлопчиків-поляків. І 1917 року його відкликали працювати лікарем у дитячих притулках Києва.
Із трьох будинків, пов'язаних із перебуванням Корчака в Києві, зберігся лише один — на вулиці Володимирській, 47, де містилася польська гімназія для дівчаток і дитячий садок. 20 листопада 2012 року на будівлі відкрили меморіальну таблицю авторства Івана Григор'єва.
У червні 1918 року в чині капітана російської армії повернувся до Варшави. Але восени 1918 року був мобілізований у відроджену польську армію. Під час польсько-радянської війни (1919—1921) був лікарем у військових шпиталях Лодзі та Варшави. Хворів на тиф. За жертовну працю підвищений в чині до майора Війська Польського.

## Педагог

### Погляди
Із молодих років Корчак цікавився питаннями, пов'язаними з вихованням дітей, був під впливом ідей та досвіду «нового виховання». Захоплювався теорією педагогічного прогресизму, розвинутою, зокрема, Джоном Дьюї, а також працями Декролі, Монтессорі, Песталоцці, Спенсера, Фребеля; знав педагогічні концепції Толстого.
Підкреслював необхідність діалогу з дітьми. Публікував і читав лекції на теми виховання дітей і педагогіки. Досвід роботи з дітьми здобував спершу як репетитор, пізніше як громадський діяч, а потім як директор Дому Сиріт і співзасновник «Нашого Дому». У міжвоєнний період викладав у різних польських закладах вищої освіти, зокрема у Державному інституті спеціальної педагогіки (сьогодні Академія спеціальної педагогіки ім. Марії Ґжеґожевської [Архівовано 14 квітня 2022 у Wayback Machine.]), Державній семінарії вчителів Віри Мойсеєвої, Державному вчительському інституті.

Був прихильником емансипації дитини, її самостановлення й пошани до її прав. Органи самоврядування вихованців, які діяли у Корчакових закладах, щодня практикували засади демократії — Корчак вважав, що вони однаково стосуються і дітей, і дорослих. 
«Дитина розмірковує і бачить зв'язок між речами так само, як дорослий — у неї немає тільки багажу дорослого досвіду».
Видання, яке робили діти і для дітей, було їхнім форумом, кузнею талантів й важливим стовпом асиміляції, зокрема для дітей з ортодоксальних єврейських родин. Лікар Корчак виступав за ресоціалізацію, а також комплексну й новаторську опіку над дітьми із суспільного марґінесу.
Корчак стверджував, що місце дитини — у товаристві її ровесників, а не в домашньому затишку. Прагнув, щоб діти стирали з пам'яті свої ранні переконання й попередні уявлення, підлягали процесові соціалізації, готуючись зрештою⁰ до дорослого життя. Намагався забезпечити дітям безтурботне (але не позбавлене обов'язків) дитинство. Вважав, що дитина повинна сама зрозуміти й емоційно пережити конкретну ситуацію, відчути її на власному досвіді, сама зробити висновки і, якщо дозволяють обставини, запобігти ймовірним наслідкам. «Немає дітей — є люди», писав Корчак.
Усіх дітей, яких Корчак лікував чи виховував, вважав за власних. Його пізніша діяльність підтвердила цю позицію. Альтруїстичні переконання також не дозволили би йому навіть якось особливо ставитись чи вирізняти маленьку групку улюблених підопічних. Він не вважав традиційну родину за найважливішу й головну ланку суспільних зв'язків. Не приймав ролі, яку вона відігравала у консервативних християн і юдеїв.
Найважливіші елементи Корчакової концепції виховання:
- заперечення насильства — фізичного чи вербального, яке є наслідком вікової переваги або посади;
- ідея виховної інтеракції між дорослими, дітьми, що розширює дефініцію класичної педагогіки;
- впевненість, що дитина є людиною, такою ж мірою, як і дорослий;
- принцип, що виховний процес має брати до уваги індивідуальність кожної дитини;
- віра, що дитина найкраще знає власні потреби, прагнення й емоції, отже, вона повинна мати право на те, щоб дорослі враховували її думку;
- визнання за дитиною права на пошану, незнання й невдачі, особистий простір, власну думку й власність;
- переконаність у тому, що процес розвитку дитини — це тяжка праця.

### Педагогічні ідеї
Основні принципи виховної системи педагога Корчака викладені в його книзі «Як любити дітей» (1920, 1921). Далі наведені уривки з даної праці.
Принцип любові (виражений у назві головної праці Корчака)
«Ідея Януша Корчака була, по суті, одна і такої вона якості, що, наприклад, в послідовному курсі історії педагогіки точне місце Янушу Корчаку знайдеш не відразу: про нього можна з однаковим правом розповідати до Руссо і після Песталоцці, між Ушинським і Макаренком, зразу після Марії Монтессорі та поряд із Сухомлинським. З нього можна починати курс, а можна й закінчувати ним, бо ідея Януша Корчака відома людству з тих пір, як воно стало людством: вихователь повинен любити дітей…».
Принцип виконуваності вимог, які ставляться до дитини
«У тебе гаряча вдача, — кажу я хлопчині, — та й добре: бийся собі — тільки не дуже сильно, злися — але лише раз на день. Якщо хочете, в одній цій фразі вміщається весь виховний метод, яким я користуюся». (Корчак, «Дитина в сім'ї»)

Корчак мав своєрідне уявлення про права дитини: 
«Я закликаю до [прийняття] Великої хартії вольностей про права дитини. Можливо, їх є більше, та я знайшов три основних. 1. Право дитини на смерть. 2. Право дитини на сьогодення. 3. Право дитини бути тим, ким вона є.» (Корчак, «Дитина в сім'ї», розд. 37).
«Гаряча, розумна, владна над собою любов матері до дитини повинна дати їй право на ранню смерть, на закінчення життєвого циклу не за 60 обертів сонця навколо Землі, а всього за одну чи три весни… „Бог дав, Бог і взяв“, — кажуть у народі, де знають живу природу, знають, що не будь-яке зерно дасть колосся, не будь-яка пташка народжується придатною для життя, не будь-який корінець виросте у дерево.». «У страхові, як би смерть не відібрала у нас дитини, ми відбираємо дитину у життя…». «Бажаючи вберегти дитину від бактерій дифтерії, не переносьте її в атмосферу, наповнену затхлістю нудьги й безвольності…».
Врахування прав і можливостей батька й вихователя.
«Деспотичний крик дитини, яка чогось вимагає, на щось скаржиться, домагається допомоги… Це перший крик при світлі нічника — оголошення боротьби двох життів: одна — зріла, втомлена від поступок, поразок, жертв, захищається; друга — нова, молода, завойовує свої права. Сьогодні ти ще не винуватиш його: він не розуміє, він страждає. Але знай, на циферблаті часу є година, коли ти скажеш: і мені боляче, і я страждаю».
Визнання того, що діти — різні
«Замість того, щоб спостерігати, щоби бачити й розуміти, береться перший, що спадає на гадку приклад „вдалої (успішної) дитини“ і перед власною дитиною ставиться вимога: ось зразок на який ти маєш рівнятися…».
Спілкування з дитиною — на рівні можливостей її розуміння (згідно з віком):
"Ох же ж ці наші відповіді… Так сталося, що двічі я був свідком, як дитині перед книжковою вітриною пояснювали, що таке глобус. «Що це, м'ячик?» — питає дитина. "М'ячик, так, м'ячик, « — відповідає няня. Іншого разу: „Мамо, що це за м'ячик?“ — „Це не м'ячик, а земна куля. На ній є будинки, коники, матуся.“ — „Матуся?“ — Дитина поглянула на маму зі співчуттям і жахом, і більше питання не повторила.». Зрештою, помилки, які батьки допускають в подібних випадках, Корчак не вважає надто страшними: «Якщо ми дали йому неперетравну інформацію — він не зрозуміє її, погану пораду — він не прийме її, не послухається…».
Треба готувати дитину до реального життя (а не ідеального, уявного)
«…У теорії виховання ми часто забуваємо про те, що повинні вчити дитину не лише цінувати правду —але й розпізнавати брехню, не тільки любити — але й ненавидіти, не тільки поважати — але й зневажати, не лише погоджуватися — але й заперечувати, не тільки слухатися — але й бунтувати…».
Педагогіка — це наука про людину: 
«Одна з найбільших помилок — вважати, що педагогіка є наукою про дитину, а не про людину. Запальна дитина, не пам'ятаючи себе, вдарила; доросла людина, не пам'ятаючи себе, вбила. У простодушної дитини виманили іграшку; доросла людина програла в карти весь свій статок. Дітей нема — є люди, але з іншим масштабом розумінь, іншим запасом досвіду, іншими потягами, іншою грою почуттів…».

### Сучасне сприйняття
Нині Корчака щораз більше визнають за предтечу цілої низки педагогічних течій, а його розуміння прав дитини є вихідною точкою для багатьох сучасних авторів. «Реформувати світ — це означає реформувати виховання», — вважав Корчак.
Корчака вважають за одного з піонерів педагогічної течії «моральна освіта» (англ. moral education), хоча він не створив жодної систематичної теорії на цю тему. Його модерні педагогічні ідеї спиралися на практику. Корчак був противником наукових теорій у дидактиці, хоча й добре орієнтувався у педагогічних та психологічних течіях своєї епохи. Як стверджує Іґор Неверли, Корчак не ідентифікував себе з якоюсь політичною ідеологією чи освітньою теорією.
Попри це, про Корчака говорять як про предтечу кількох течій. За словами Лоуренса Кольберга, його Справедлива спільнота дітей (англ. Children Just Community) спирається на практику Корчака. Вважають, що Корчак і Пауло Фрейре мають подібні погляди на демократію в школі та теорію діалогу. Прибічники педагогічної любові (англ. pedagogical love) базують свої теорії на розробленій Корчаком моделі стосунків «учитель-студент». Інші автори дошукують у Корчака та Мартіна Бубера витоків течії «релігійної освіти». Ідеї Корчака використовують в «ідеології нормалізації» освіти розумово неповносправних дітей. Корчаків підхід на виховання дітей вплинув на повоєнні законодавчі ініціативи, пов'язані з питаннями дітей. Значну роль у них відіграла Польща, яка була активним учасником підготовки Декларації прав дитини, прийнятої 1959 року, а також ініціювала появу «Конвенції про права дитини», прийнятої Генеральною Асамблеєю ООН 1989 року.

## «Дім Сиріт» і «Наш Дім»

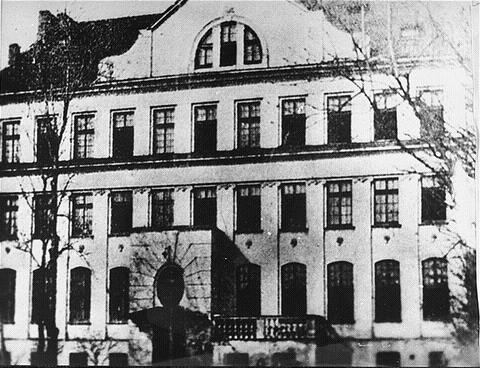
Дім Сиріт на Крохмальній

Разом із Стефанією Вільчинською (1886—1942) Корчак заснував і керував Домом Сиріт — варшавським сиротинцем для єврейських дітей, який фінансувало товариство євреїв «Допомога сиротам», розташоване на вулиці Крохмальній, 92 (сьогодні вул. Якторовська, 6). Дім розпочав діяльність 7 жовтня 1912 року, а Корчак став його директором. Головною вихователькою була С. Вільчинська — панна/пані Стефа. Корчак керував сиротинцем упродовж 30 років.
Наприкінці жовтня — на початку листопада 1940 року Дім Сиріт було переміщено у гетто на вулицю Хлодну. Під час збройних дій, пов'язаних із переселенням, Корчака було арештовано на робочому місці. Гітлерівці ув'язнили Корчака у тюрмі на Пав'яку, але за кілька тижнів його звільнили під заставу.

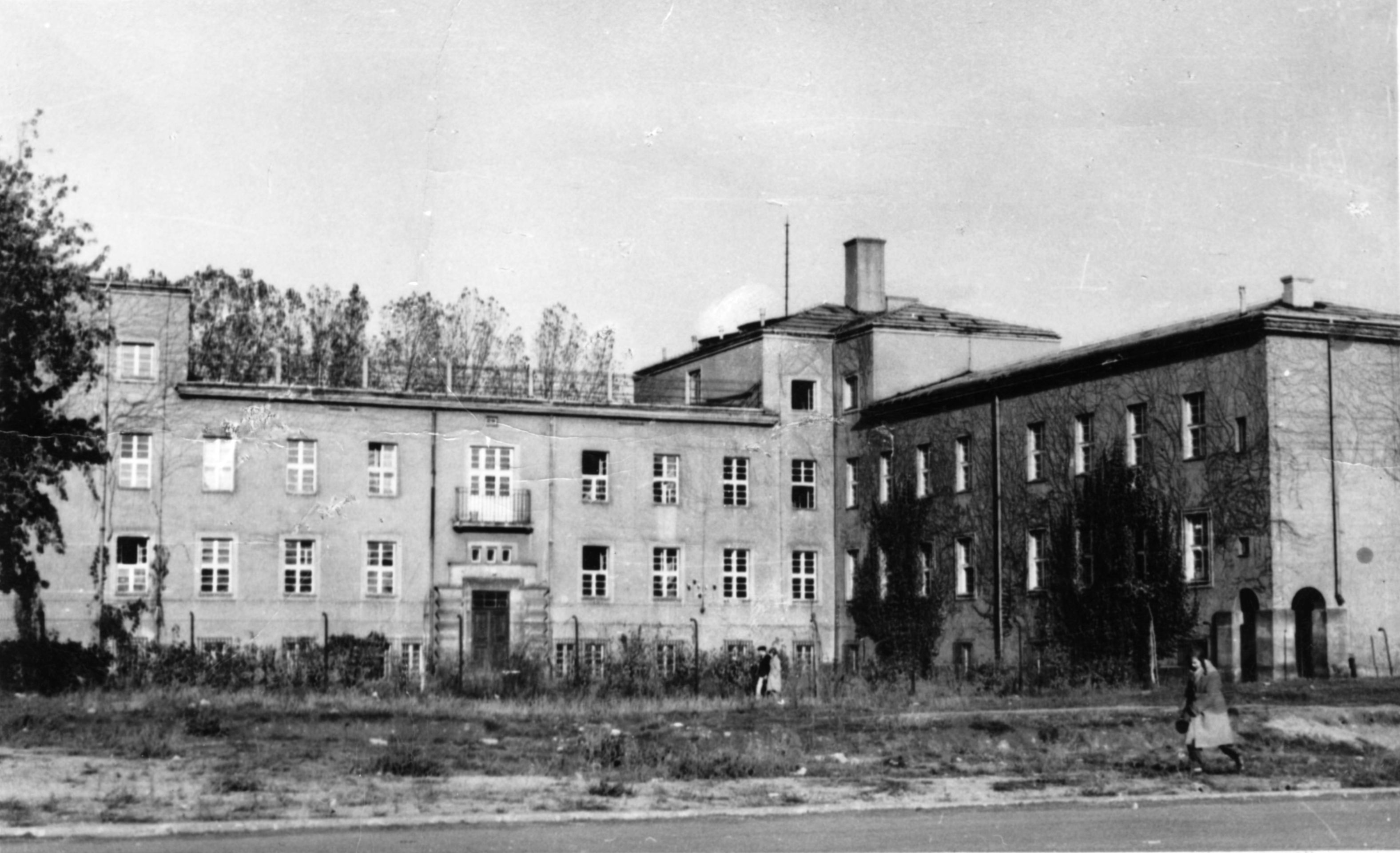
«Наш Дім» на Бєлянах

З 1919 року Корчак із Мар'єю Фальською разом працювали над створенням ще однієї інституції опіки над дітьми — сиротинця для польських дітей «Наш Дім», який спершу містився у Прушкові під Варшавою, а з 1928 року — у столичному районі Бєляни. Співпраця з Фальською тривала до 1936 року. У «Нашому Домі» також використовувалися новаторські педагогічні методи.
Обидва сиротинці, призначені для дітей віком 7–14 років, втілювали у життя концепцію самоврядної спільноти, яка створювала власні інституції (сейм, суд, газета, система чергування, нотаріальний відділ, позичкова каса).
За свою освітньо-виховну діяльність Корчак отримав Офіцерський Хрест Ордену Відродження Польщі, яким його нагороджено в День незалежності Польщі — 11 листопада 1925 року.

## Письменник, публіцист, працівник радіо
Корчак дебютував 26 вересня 1896 року у тижневику «Кольце». Як учень гімназії він не міг офіційно друкуватися у пресі, тому підписався псевдонімом «Ген», пізніше користувався також іншими псевдонімами, зокрема, Ген-Рик, Гагот, Старий Лікар. Псевдонім «Янаш Корчак», який у дещо зміненій формі «Януш Корчак» став відоміший за справжнє прізвище автора, взяв із назви роману Ю. І. Крашевського «Про Янаша Корчака і вродливу мечниківну». Уперше Корчак виступив під цим псевдонімом 1898 року, підписавши ним свою драму «Кудою?», яку послав на конкурс драматургії. Сама п'єса не збереглася.
У 1898—1901 роках друкувався у часописі «Чительня для вшисткіх».
Із 1900 року почав друкуватися як Януш Корчак, підписував так навіть приватні листи, хоч не відмовлявся від решти псевдонімів.
Під псевдонімом Ген-Рик співпрацював із сатиричним тижневиком «Кольце». З 1901 року почав писати фейлетони. У 1905 році вийшла добірка його фейлетонів, які друкувалися у «Кольцях» під назвою Koszałki-Opałki («Небилиці») та роман «Діти вулиці» (1901).
Письменницька спадщина Корчака становить 24 книги, а також понад 1 400 текстів, які надруковані у різних періодичних виданнях. Збереглися лише нечисленні рукописи, машинописи й документи, зокрема, листи — загалом близько 300 позицій. До найважливіших педагогічних праць належать: цикл у 4 частинах «Як любити дітей» (1920), «Виховні моменти» (1924), «Коли я знову стану маленьким» (1925), «Право дитини на повагу» (1929) і «Жартівлива педагогіка» (1939). Серед книжок для дітей особливу популярність здобув «Король Мацюсь Перший» і «Король Мацюсь на безлюдному острові» (1923), перекладені понад двадцятьма мовами, а також «Банкрутство малого Джека» (1924), «Правила життя» (1930) і «Кайтусь-чарівник» (1935).
За свою літературну творчість у 1937 році Корчак отримав Золотий Академічний Лавр Польської Академії Літератури.
Під час Другої світової війни він вів щоденник, дуже цінний з огляду на обставини його написання.
У своїй педагогічній діяльності Корчак користувався також дуже сучасним як на той час інструментарієм. Він створив газету дітей і молоді «Мали пшеґльонд» (1926—1939). Вона виходила як додаток до варшавського тижневика «Наш пшеґльонд». Перший номер з'явився 9 жовтня 1926 року, це було перше видання у Польщі, яке створювали діти. З 1930 року його редактором був письменник Єжи Абрамов, після війни відомий як Ігор Неверлі, який ще виконував функцію секретаря Януша Корчака.
Видання виходило попри зростання антисемітизму, нетолерантності та расової сегрегації. Останній номер з'явився 1 вересня 1939 року.
Як Старий Лікар визначний педагог провадив також свою діяльність у циклі радіопередач. У них він створив власний стиль звертання до наймолодших радіослухачів і дуже просто говорив до них про важливі речі. У 1936 році педагогічні програми Корчака було скасовано (попри захоплені відгуки слухачів і рецензентів) через зростання антисемітських настроїв і відповідного зовнішнього тиску. Корчак повернувся на радіо через два роки, а до слухачів Польського Радіо він звертався також після початку війни у перші дні вересня 1939 року.

## Друга світова війна, гетто, останній похід
Як офіцер польської армії Корчак після початку Другої світової війни записався добровольцем на військову службу, але його не прийняли з огляду на вік.
Під час німецької окупації він носив польську військову форму. Не приймав також накинутого нацистами дискримінаційного мічення євреїв зіркою Давида, що вважав за збезчещення символу. Останні місяці свого життя провів у Варшавському гетто. Неверлі (згодом біограф Корчака) намагався знайти для нього фальшиві «арійські» документи, але лікар відмовився залишити гетто. Під час перебування у ньому Корчак знову продовжив регулярно вести щоденник, який розпочав ще у вересні 1939 році. Перед цим понад два роки він нічого не записував, бо всю його енергію поглинала опіка над вихованцями із Дому Сиріт та інша діяльність, ширше пов'язана із становищем дітей у гетто. Уперше щоденник було опубліковано у Варшаві у 1958 році. Останній запис датовано 4 серпня 1942 року.
Уранці 6 серпня 1942 року територію Малого гетто оточили підрозділи СС, поліцаї. Під час так званої «великої акції» (головного етапу знищення німцями мешканців Варшавського гетто) Корчак вкотре відмовився під пропозиції порятунку, тому що не хотів залишати дітей і працівників «Дому Сиріт». У день депортації з гетто Корчак повів своїх вихованців на Умшляґпляц, звідки вирушали ешелони у табори смерті. У цьому поході брало участь близько 200 дітей і кілька десятків вихователів, зокрема Стефанія Вільчинська. Цей останній похід став легендою, одним із воєнних міфів і частим мотивом спогадів, які, однак, не завжди одностайні у подробицях.
«Я не хочу бути ані іконоборцем, ані скидати когось із п'єдесталу — але мушу сказати, як я тоді це все бачив. Атмосфера просякнута була якимось загальним безсиллям, автоматизмом, апатією. Не було видно, щоби всі заворушилися, що ось Корчак іде, ніхто не віддавав честі (як це дехто описує), напевно ніхто не втрутився із людей Юденрату — ніхто до Корчака не підійшов. Не було жестів, не було співу, не було гордо піднятих голів, я не пам'ятаю, чи хтось ніс прапор „Дому Сиріт“, кажуть, що так. Була страхітлива, втомлена тиша. (…) Хтось із дітей тримав Корчака за полу, може, за руку, всі йшли як у трансі. Я провів їх аж до воріт Умшляґу…».
За іншими версіями, діти крокували четвірками й несли прапор Короля Мацюся І, героя одного з романів їхнього вихователя. Кожен з дітей ніс із собою улюблену іграшку чи книжку. Один із хлопців на чолі процесії грав на скрипці.
Януш Корчак загинув разом із своїми вихованцями у гітлерівському таборі смерті біля села Треблінки.
1948 року Корчак посмертно отримав Хрест Кавалера Ордену Відродження Польщі.
Рішенням Сейму рік 70-річчя від дня загибелі видатного лікаря й педагога (2012) був оголошений у Польщі «Роком Корчака».

## Ідентичність
Януш Корчак уважав себе за єврея-поляка. Його рідною мовою була польська, цією мовою він творив. Іврит почав вивчати лише у 1930-х роках, коли зацікавився сіоністським рухом. Їдиш, мову більшості польських євреїв, він трохи розумів завдяки знанню німецької. Щойно у 1930-х роках більше зацікавився єврейським національним відродженням; у той час співпрацював із виданнями сіоністських молодіжних організацій, брав участь у їхніх семінарах. Тоді він також переживав кризу в особистому й професійному житті. Певною мірою йому допомогли вийти з кризи дві подорожі до Палестини (1934, 1936), куди Корчак їздив, щоб, як сам він писав, «увібрати в себе минуле, знайти опору для міркувань про теперішнє, і навіть заглянути у майбутнє».

## Увічнення пам'яті Януша Корчака
- 2163 Корчак — астероїд, названий на честь літератора.
- Вулиця Януша Корчака — вулиця в Києві.
- Сейм Республіки Польща оголосив 2012 рік «Роком Януша Корчака» під гаслом «НЕМАЄ ДІТЕЙ – Є ЛЮДИ». У рамках Року Корчака у листопаді 2012 року у Києві проведені Дні Януша Корчака з низкою культурно-мистецьких заходів та презентацій його ідей та творів[35].
- 20 листопада 2012 року у Києві на єдиному вцілілому будинку, по вулиці Володимирська, 47, пов’язаному з перебуванням Януша Корчака у Києві під час Першої світової війни, було відкрито бронзову меморіальну дошку на його честь. ЇЇ автором є скульптор Іван Григор’єв[36],[37].
- У травні 2022 року в місті Городок Хмельницької області провулок Кутузова перейменували на провулок Януша Корчака.

## Фільми про Януша Корчака
- «Ви вільні, лікарю Корчак» (нім. Sie sind frei Doktor Korczak) — німецький фільм, режисер — Александр Форд, 1975. Про останні роки життя Януша Корчака, роль якого грає Лео Ґенн.
- «Корчак» — польський фільм, режисер — Анджей Вайда, сценарій Аґнєшки Голланд, 1990. Присвячений долі доктора Корчака, фрагментарно торкається нацистського злочину щодо дітей-сиріт і їхніх вихователів під час здійснення акції Reinhardt. У ролі Корчака — Войцєх Пшоняк.

## Твори Януша Корчака українською
- Право на повагу. — Упоряд. І. Ковальчук, пер. з пол. І. Ковальчук, Б. Матіяш, Р. Свято. — К.: Дух і літера, 2012. — 382 с. — Обкл. тверд. — Форм. 60х84/16 — ISBN 978-966-378-276-8
- Пригоди короля Мацюся. — Київ: А-ба-ба-га-ла-ма-га, 2011. — 534 с. (на основі перекладу Богдана Чайковського попередніх років, за участі Богдани Матіяш; уривки, що не увійшли в радянські видання);
- Дитя людське: Вибрані твори. — Київ: Дух і літера, 2007. — 536 с., переклад Володимира Каденка, Олександра Ірванця і Костянтина Москальця;
- На самоті з Богом. Молитви тих, котрі не моляться. — Київ: Дух і літера, 2003. — 66 с., переклад з польської О. Ірванця;
- Правила життя. — Київ: Молодь, 1989, 320 с., переклад з польської Юрія Попсуєнка;
- Мацюсеві пригоди., К.: Веселка, 1968, 1978, переклад з польської Богдана Чайковського;
- Як любити дітей., К., 1978.
- Як любити дітей. — Харків: Клуб сімейного дозвілля, 2016. — 208 с. (переклад з польської Олени Замойської);